# حديقة سوكورامبي النباتية
حديقة سوكورامبي النباتية (بالإندونيسية: Taman Botani Sukorambi) هي حديقة نباتية تقع في سوكورامبي في مقاطعة جيمبر التابعة لجاوة الشرقية في إندونيسيا.

## الموقع والوصف
تقع حديقة سوكورامبي النباتية في شارع مُجاهير في مدينة سوكورامبي التابعة لجيمبر في جاوة الشرقية، كما تقع على بعد 7 كيلومترات (4.3 ميل) غرب مدينة جيمبر. تقع الحديقة التي تبلغ مساحتها 8 هكتارات (20 فدان) على منحدر، أدنى نقطة في الحديقة تتمركز على ارتفاع حوالي 100 متر (330 قدم) فوق مستوى سطح البحر. تتصل القمم العلوية والسفلية بمجموعة من المدارج والممرات، ويمكن استخدام الممرات لنقل الزوار عن طريق الدراجات النارية.
الموقع محاط بحقول الأرز، ويحتوي على غابة واسعة. تحوي الحديقة على العديد من المعالم الطبيعية، وتشمل النباتات والحيوانات متنوعة الأنواع، يتضمن موقع الحديقة بركة لصيد السمك وحمامات للبالغين والأطفال، ومقهى ومطعم مكون من طابقين، ومركز للقراءة يحتوي نحو 500 كتاب ومجلة، وقاعة اجتماعات. تشمل الأنشطة الترفيهية الرياضات المائية ولعبة الثعلب الطائر.
الجزء العلوي من الحديقة يغطي حوالي 4.5 هكتار (11 فدان). تشمل حديقة الأعشاب أكثر من 300 نوع من الأعشاب، وهناك أيضًا أكثر من 200 نوع من الزهور وأشجار الفاكهة، كما توجد مجموعة متنوعة من الحيوانات تشمل الخيول والأرانب وأنواع مختلفة من الطيور. تتم كتابة أسماء النباتات باللغة اللاتينية والإندونيسية لتسهيل التعرف عليها.

## التاريخ
بدأ تطوير حديقة سوكورامبي النباتية في عام 2006م. كانت البداية عن طريق عبد القهار مظفر حاكم جمبر، حين كان يستخدم الحديقة في الترفيه الشخصي لعائلته. بعد تلقيه العديد من الاقتراحات من أصدقائه ومعارفه، قرر في النهاية جعل الحديقة مفتوحة للجمهور. وتم تأسيس الحديقة رسميًا في 24 فبراير 2007.
كان متوسط عدد الزائرين للحديقة 50 زائرًا يوميًا في عام 2011، مع زيادة في العدد إلى 200 زائرًا في عطلات نهاية الأسبوع. بحلول شهر ديسمبر 2012، زاد هذا المعدل إلى 300 زائر يوميًا، مع إحصاء 1.000 زائر يوميًا خلال عطلات عيد الميلاد. خلال تلك العطلة كانت الحديقة واحدة من أكثر مناطق الجذب السياحي شعبية في جيمبر، جنبا إلى جنب مع شاطئ بابوما وشاطئ ريمبانغان.

## معرض صور

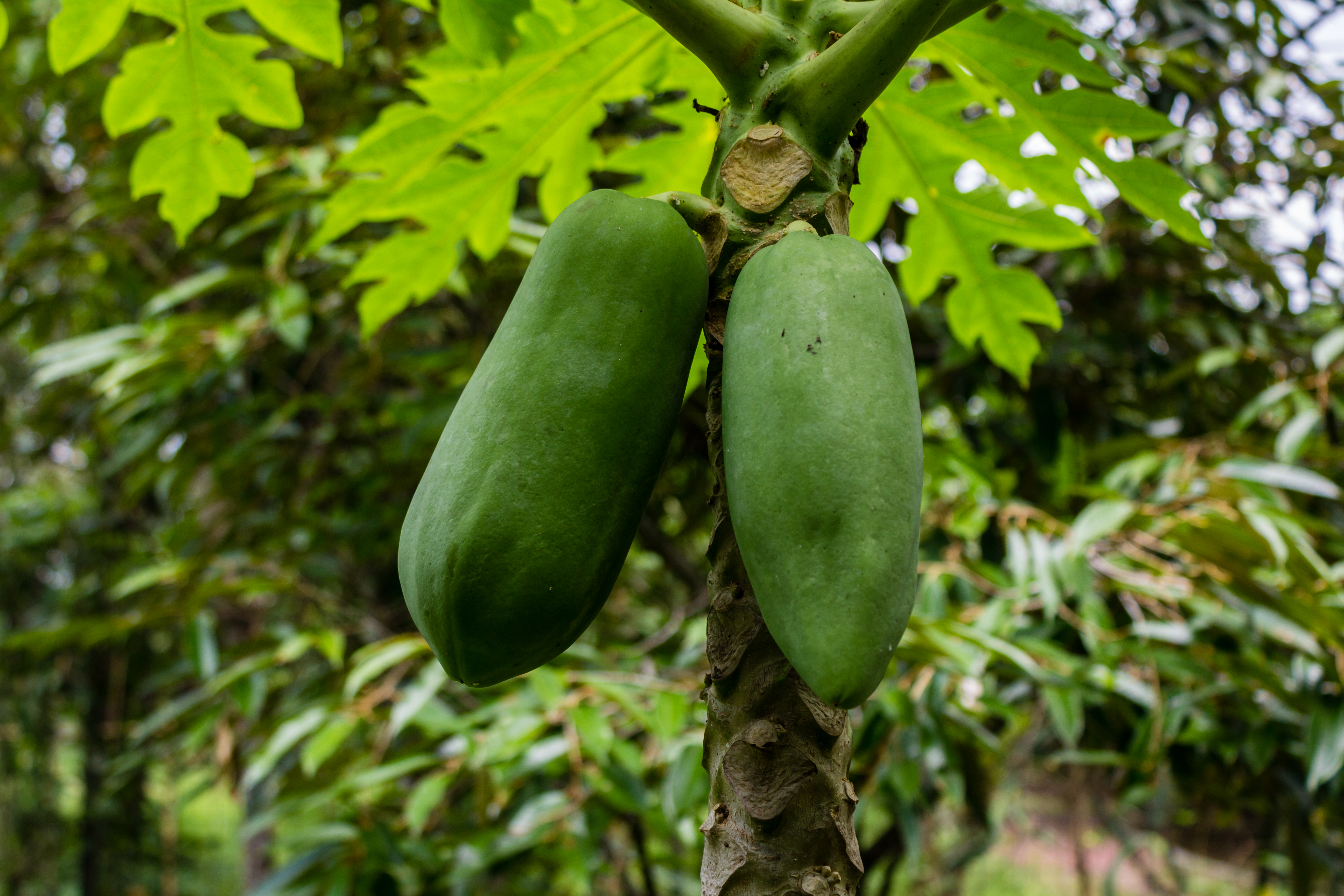
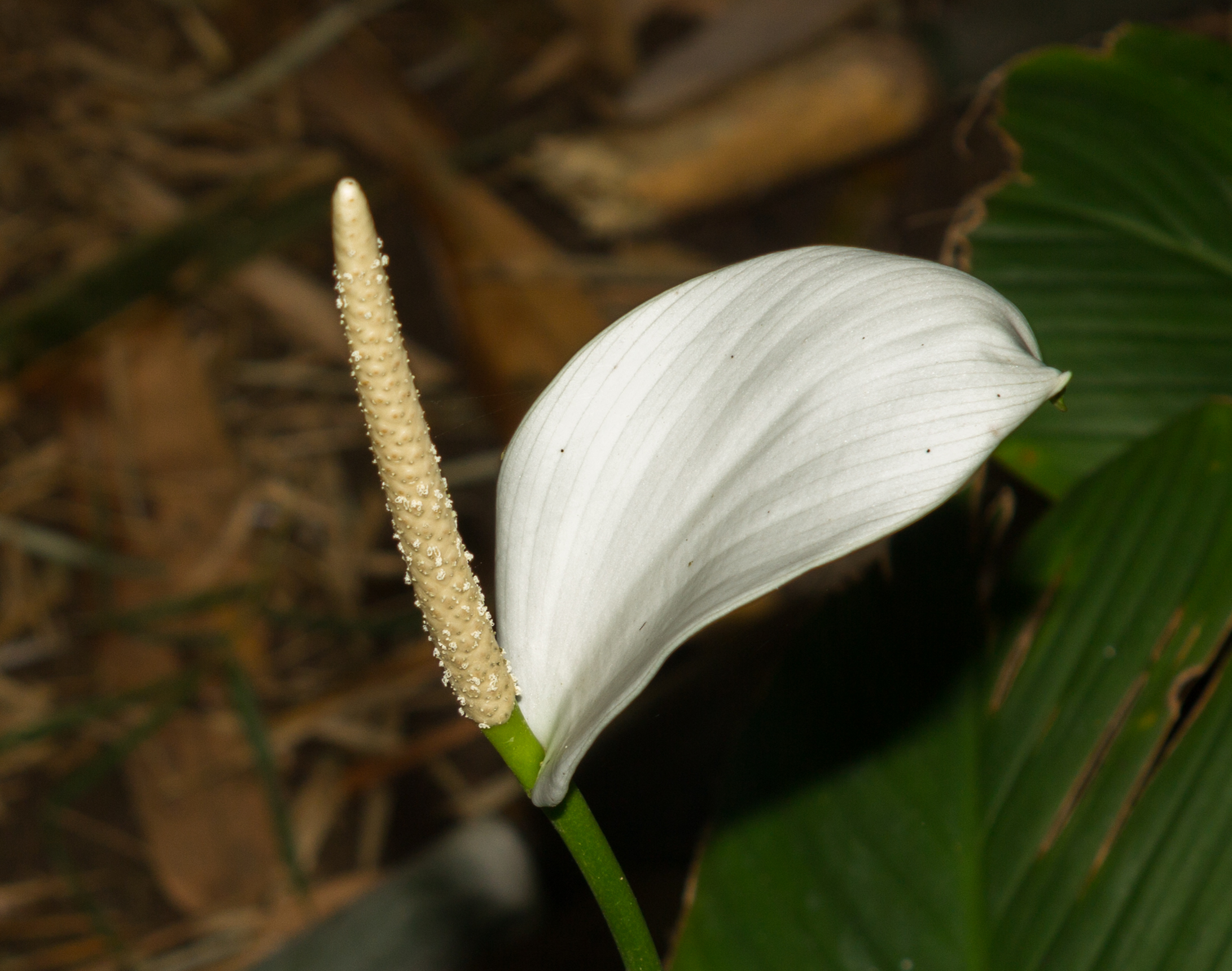
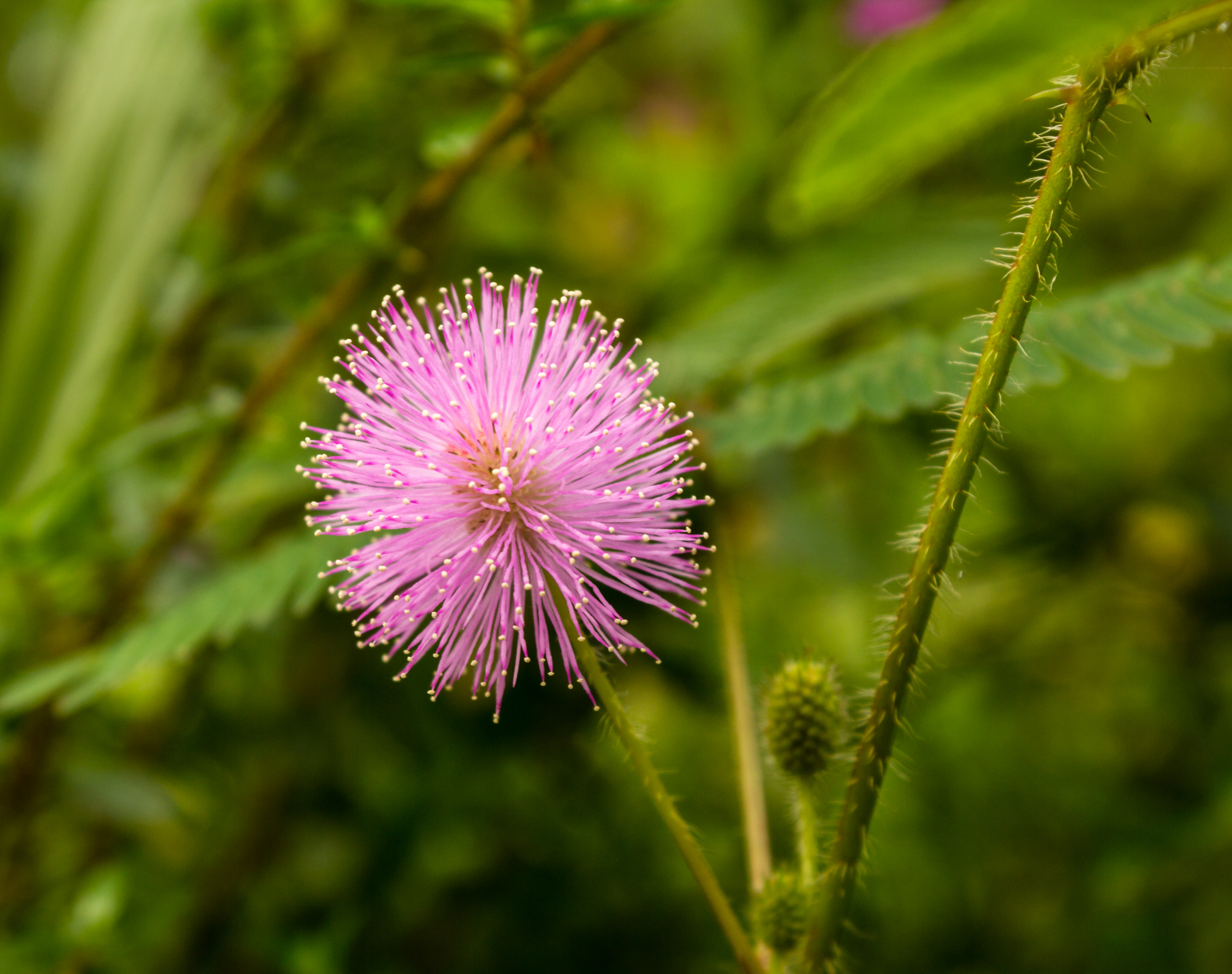
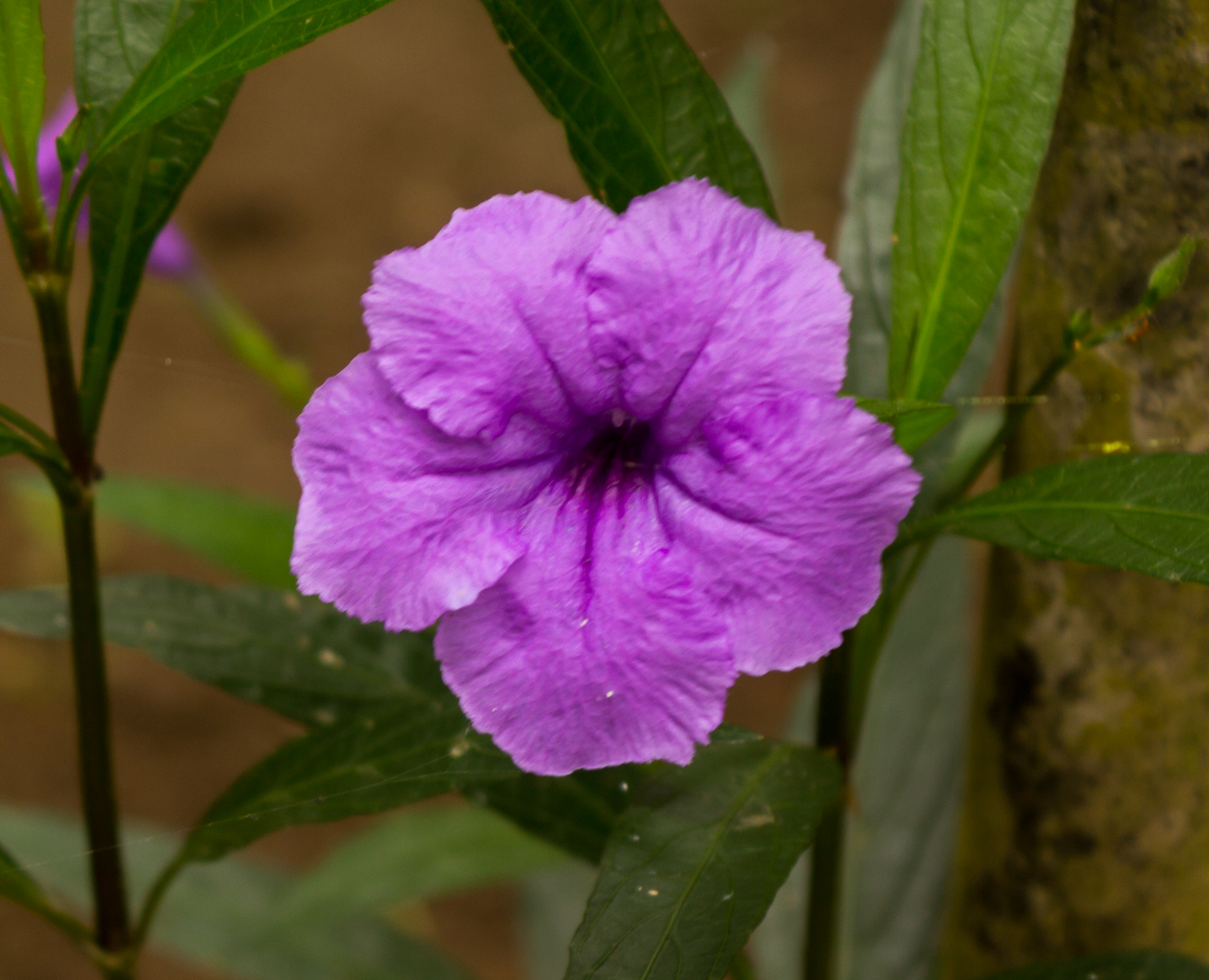

## كتب
- Djunaidy, Mahbub (21 Jan 2011). "Menjelajah Alam di Taman Botani" [Exploring Nature at the Botanical Gardens]. Tempo (بالإندونيسية). Archived from the original on 2014-02-04. Retrieved 2014-02-04.
- "Keadaan dan Lokasi" [Conditions and Location] (بالإندونيسية). Sukorambi Botanical Garden. Archived from the original on 2014-02-04. Retrieved 2014-02-04.
- "Peluang Investasi 2012" [2012 Investment Opportunities] (بالإندونيسية). Government of Jember. 2012. Archived from the original (PDF) on 2014-02-04. Retrieved 2014-02-04.
- "Peresmian Taman Botani Sukorambi" [Establishment of Sukorambi Botanical Garden] (بالإندونيسية). Sukorambi Botanical Garden. Archived from the original on 2014-02-04. Retrieved 2014-02-04.
- Solicha, Zumrotun (25 Dec 2012). "Pengunjung Wisata Jember Meningkat Selama Libur Natal" [Tourism in Jember Sees Increase over Christmas Holidays] (بالإندونيسية). Antara. Archived from the original on 2014-02-04. Retrieved 2014-02-04.